# غونا
سيرجيو جيافاني كيتشنز (من مواليد 14 يونيو 1993) والمعروف باحتراف باسم غونا (بالإنجليزية: Gunna) هو مغني راب ومغني وكاتب أغاني أمريكي. اشتهر بتعاونه مع يونغ ثاغ وليل بيبي، وقد وقع على علامة تسجيل يونغ ثاغ، واي إس إل ريكوردز، بالإضافة إلى 300 إنتيرتيمنت وأتلانتيك ريكوردز. أصدر ألبومه الأول في الاستوديو، دريب أور دراون 2 في 22 فبراير 2019. أصدر ألبومه الثاني وونا في 22 مايو 2020.

## روابط خارجية
- غونا على موقع IMDb (الإنجليزية)
- غونا على موقع ميوزك برينز (الإنجليزية)
- غونا على موقع أول ميوزيك (الإنجليزية)
- غونا على موقع ديسكوغز (الإنجليزية)